# Stéphane Diarra
Stéphane Imad Diarra (Abidjan, 9 dicembre 1998) è un calciatore ivoriano, centrocampista dell'Alverca.

## Caratteristiche tecniche
È un centrocampista offensivo.

## Carriera
Cresciuto nel settore giovanile dell'Évian TG, nel 2016 ha debuttato in prima squadra disputando l'incontro di Ligue 2 pareggiato 0-0 contro il Sochaux. Il 26 luglio seguente è stato acquistato dal Rennes, che lo ha utilizzato per due stagioni nella formazione riserve dove ha collezionato 27 presenze in Championnat de France amateur. Nel 2018 è stato ceduto in prestito al Le Mans dove ha giocato una stagione da titolare aiutando il club ad ottenere la promozione in Ligue 2, fornendo ottime prestazioni che hanno convinto il club ad acquistarlo a titolo definitivo al termine della stagione.
Nell'estate del 2020 si è trasferito al Lorient, neopromosso in Ligue 1, per una cifra vicina ai 3 milioni di euro. Ha debuttato nella massima divisione francese il 23 agosto, giocando il match casalingo vinto 3-1 contro lo Strasburgo.

## Statistiche
Statistiche aggiornate al 22 ottobre 2023.

### Presenze e reti nei club
| Stagione        | Squadra         | Campionato      | Campionato | Campionato | Coppe nazionali | Coppe nazionali | Coppe nazionali | Coppe continentali | Coppe continentali | Coppe continentali | Altre coppe | Altre coppe | Altre coppe | Totale | Totale | Totale |
| Stagione        | Squadra         | Comp            | Pres       | Reti       | Comp            | Pres            | Reti            | Comp               | Pres               | Reti               | Comp        | Pres        | Reti        | Pres   | Reti   |        |
| --------------- | --------------- | --------------- | ---------- | ---------- | --------------- | --------------- | --------------- | ------------------ | ------------------ | ------------------ | ----------- | ----------- | ----------- | ------ | ------ | ------ |
| 2015-2016       | Thonon Évian    | L2              | 6          | 0          | CF+CdL          | 0               | 0               |                    | -                  | -                  |             | -           | -           | 6      | 0      |        |
| 2016-2017       | Rennes 2        | CFA             | 11         | 0          |                 | -               | -               |                    | -                  | -                  |             | -           | -           | 11     | 0      |        |
| 2017-2018       | Rennes 2        | N2              | 16         | 0          |                 | -               | -               |                    | -                  | -                  |             | -           | -           | 16     | 0      |        |
| Totale Rennes 2 | Totale Rennes 2 | Totale Rennes 2 | 27         | 0          |                 | -               | -               |                    | -                  | -                  |             | -           | -           | 27     | 0      |        |
| 2018-2019       | Le Mans         | N               | 31+2       | 3+0        | CF+CdL          | 1+0             | 1               |                    | -                  | -                  |             | -           | -           | 34     | 3      |        |
| 2019-2020       | Le Mans         | L2              | 23         | 3          | CF+CdL          | 1+4             | 0+1             |                    | -                  | -                  |             | -           | -           | 28     | 4      |        |
| Totale Le Mans  | Totale Le Mans  | Totale Le Mans  | 56         | 6          |                 | 6               | 2               |                    | -                  | -                  |             | -           | -           | 62     | 8      |        |
| 2020-2021       | Lorient         | L1              | 13         | 0          | CF              | 1               | 0               |                    | -                  | -                  |             | -           | -           | 14     | 0      |        |
| 2021-2022       | Lorient         | L1              | 15         | 0          | CF              | 1               | 0               |                    | -                  | -                  |             | -           | -           | 16     | 0      |        |
| 2022-2023       | Lorient         | L1              | 28         | 2          | CF              | 2               | 1               |                    | -                  | -                  |             | -           | -           | 30     | 3      |        |
| Totale Lorient  | Totale Lorient  | Totale Lorient  | 56         | 2          |                 | 4               | 1               |                    | -                  | -                  |             | -           | -           | 60     | 3      |        |
| 2023-2024       | Saint-Étienne   | L2              | 7          | 0          | CF              | -               | -               |                    | -                  | -                  |             | -           | -           | 7      | 0      |        |
| Totale carriera | Totale carriera | Totale carriera | 152        | 8          |                 | 10              | 2               |                    | -                  | -                  |             | -           | -           | 162    | 10     |        |

## Palmarès

### Club

#### Competizioni nazionali
- Campionato francese di seconda divisione: 1

Lorient: 2024-2025